# West Florida Argonauts
West Florida Argonauts (Argonautas del oeste de la Florida) es el equipo deportivo que representa a la Universidad de Florida Occidental ubicada en Pensacola, Florida, en la NCAA Division II como miembro de la Gulf South Conference con 15 equipos deportivos.

## Deportes
- Masculino (7): Béisbol, fútbol, baloncesto, tenis, cross country, golf y fútbol americano.
- Femenino (8): Baloncesto, tenis, Cross country, golf, softbol, fútbol, natación y clavados, y voleibol.

### Fútbol Americano
Su primera aparición fue en 2016. Los Argos tuvieron su primer partido de local el 10 de 92016 en el Blue Wahoos Stadium ante Missouri S&T Miners. En 2017 los Argonauts alcanzaron la final nacional, donde perdieron ante Texas A&M–Commerce 27–37. En 2019, West Florida gana su primer título nacional al vencer a Minnesota State por 48 a 40.

#### Logros
| Gulf South Conference Championship              | 2021             |
| Apariciones en el NCAA Division II Team Playoff | 2017, 2019, 2021 |
| NCAA Division II Regional Championship          | 2017, 2019       |
| NCAA Division II National Championship          | 2019             |

### Béisbol
West ha tenido 18 jugadores elegidos en el draft de Major League Baseball desde 1965.
| Año  | Nombre             | Ronda | Equipo     |
| ---- | ------------------ | ----- | ---------- |
| 1982 | Thomas Czuk        | 24    | Athletics  |
| 1987 | Randall Ward       | 36    | Braves     |
| 1989 | Mark Ettles        | 33    | Tigers     |
| 1991 | Patrick Underhill  | 50    | Rangers    |
| 1992 | Jason Smith        | 37    | Red Sox    |
| 1993 | Chris Schmitt      | 21    | Brewers    |
| 1994 | Greg Beck          | 34    | Brewers    |
| 1997 | Ron Ricks          | 57    | Angels     |
| 2003 | Jeremy Noegel      | 34    | Blue Jays  |
| 2004 | Pat Cottrell       | 33    | Devil Rays |
| 2009 | John Church        | 23    | Mets       |
| 2010 | Kevin Johnson      | 20    | Angels     |
| 2011 | Greg Pron          | 42    | Mets       |
| 2011 | Brandon Brewer     | 36    | Angels     |
| 2011 | Ben Hawkins        | 36    | Nationals  |
| 2011 | Daniel Vargas-Vila | 28    | Angels     |
| 2011 | Dustin Lawley      | 19    | Mets       |
| 2012 | Brian Ellington    | 16    | Marlins    |

## Palmarés

### Campeonato Nacional NCAA Division II por equipos(9)
- Béisbol: 2011
- Fútbol americano: 2019
- Golf masculino: 2001, 2008
- Tenis masculino: 2004, 2005, 2014, 2017
- Fútbol femenino: 2012

### Campeonato Nacional de la NAIA (1)
- Softbol: 1993

### Trofeos de la Gulf South Conference (30)
- Masculino: 8 (97-98, 02–03, 06–07, 11–12, 12–13, 15–16, 16–17, 17–18)
- Femenino: 16 (97-98, 98–99, 03–04, 05–06, 06–07, 07–08, 08–09, 09–10, 10–11, 11–12, 12–13, 13–14, 14–15, 15–16, 16–17, 18–19)
- General (inició en 2013–14): 6 (13–14, 14–15, 15–16, 16–17, 17–18, 18–19)

### Campeonato Nacional NCAA Division II Individual (18)
- Golf masculino – Orjan Larsen (1998)
- Golf masculino - Chandler Blanchet (2017)
- Natación femenil - Monica Amaral (2016 clavados plataforma 1m & 3m)
- Natación femenil - Theresa Michalak (2016 100m pecho)
- Natación femenil - Monica Amaral (2017 clavados plataforma 1m & 3m)
- Natación femenil - Theresa Michalak (2017 50m libre, 100m libre, 100m pecho, 100m mariposa)
- Tenis masculino – Jens Gerlach/Matt Wallhead (1996)
- Tenis masculino – Radovan Chrz (2000 – ITA individual, ITA "Super Bowl")
- Tenis masculino – Radovan Chrz (2000 – ITA individual)
- Tenis masculino – Bruno Savi (2013 – ITA individual)
- Tenis masculino - Alex Peyrot/Pedro Dumont (2016 - ITA Dobles)
- Tenis femenil - Berta Bonardi (2018 - ITA idividual)
- Tenis femenil - Berta Bonardi (2019 - ITA individual)

### Campeonato Nacional de la NAIA Individual: (6)
- Cross Country masculino – John Viitanen (1996 – Maratón)
- Tenis masculino – Eric Hochman (1990 – individual)
- Tenis masculino – Eric Hochman/Geoffrey Watts (1991 – Dobles)
- Tenis masculino – Sorin Cherebetiu/Andrej Tonejc (1992 – Dobles)
- Tenis femenil – Bronna Allison/Laura Cadena (1988 – Dobles)
- Tenis femenil – Bronna Allison (1989 – individual)

### Títulos de Conferencia (108)

#### Gulf South Conference (105)
- Béisbol: 2 (2007, 2021)
- Fútbol Americano: 1 (2021)
- Baloncesto masculino: 1 (2018)
- Cross Country masculino: 2 (1994, 1996)
- Golf masculino: 18 (1995, 1997, 1998, 2001, 2002, 2003, 2006, 2007, 2008, 2011, 2013, 2014, 2015, 2016, 2017, 2018, 2019, 2021)
- Fútbol masculino: 10 (1998, 2001, 2003, 2006, 2007, 2008, 2009, 2010, 2013, 2021)
- Tenis masculino: 13 (1995, 1997, 1998, 1999, 2002, 2003, 2005, 2006, 2012, 2013, 2014, 2015, 2017)
- Softbol: 4 (1998, 2004, 2005, 2019)
- Voleibol: 10 (2008, 2009, 2010, 2011, 2012, 2013, 2017, 2018, 2019, 2021)
- Baloncesto femenil: 1 (2014)
- Cross Country femenil: 3 (1996, 2011, 2012)
- Golf femenil: 10 (2006, 2007, 2008, 2009, 2010, 2012, 2013, 2014, 2015, 2016)
- Fútbol femenil: 11 (1996, 1998, 1999, 2006, 2008, 2009, 2010, 2012, 2013, 2016, 2018)
- Tenis femenil: 19 (1995, 1996, 1998, 1999, 2000, 2001, 2002, 2006, 2007, 2009, 2011, 2012, 2013, 2014, 2015, 2016, 2017, 2018, 2019)

#### New South Intercollegiate Swimming and Diving Conference Championship (3)
- Natación y Clavados femenil: 2015, 2016, 2020

### Trofeos Gulf South Conference Commissioner (8)
- Krissy Styrna - Softbol (2001–02)
- Kevin Warrick - Golf masculino (2002–03)
- Lindsay Nemanich - Fútbol femenil (2006–07)
- Suzana Cavalcante - Tenis femenil (2007–08)
- Courtney Jones - Fútbol femenil (2009–10)
- Kevin Ducros - Tenis masculino (2012–13)
- Autumn Duyn - Voleibol femenil (2015–16)
- Chandler Blanchet - Golf masculino (2017–18)

### Gulf South Conference Hall of Fame (4)
- Richard Berg, Director Atlético - Generación 2014 (Inaugural)
- Radovan Chrz, Tenis masculino - Generación 2017
- Suzana Cavalcante, Tenis femenil - Generación 2018
- Kevin Warrick, Golf masculino - Generación 2019

## Alumnos Destacados
- Mickey Gorka, jugador y entrenador de baloncesto
- Moochie Norris graduado en 1996 y jugó en la NBA por varios años.